# Cestrum thrysoideum
Cestrum thrysoideum là loài thực vật có hoa trong họ Cà. Loài này được Kunth mô tả khoa học đầu tiên năm 1818.